# Seznam nemških generalov
Seznam nemških generalov (seznam zajema tudi Pruse).

## A
- Georg Abesser
- Wilhelm Adam
- Hans-Christoph Ammon
- Hans-Jürgen von Arnim
- Karl Arndt
- Walther Asal
- Ernst Ludwig von Aster
- Rudolf Attig

## B
- Paul Bader
- Ernst Baader
- Paul Baethke
- Erich Bärenfänger
- Hans-Joachim Barnewitz
- Otto Barwinski
- Ludwig Beck
- Hans Behlendorff
- Arthur Beltinger
- Henning Freiherr von Beust
- Franz Beyer
- Bruno Bieler
- Kurt Bingler
- Adolf Block
- August Blum
- Hans Bockelberg
- Diether von Boehm-Bezing
- Edgar Bohnstedt
- Hugo Böttger
- Walter Braemer
- Fritz Brand
- Richard Brekle
- Kurt von Briesen
- Karl von Bülow
- Rudolf von Bünau

## C
- Georg Leo Caprivi
- Karl Maria von Clausewitz
- Erich Clößner
- Eduard Crasemann
- Ludwig Crüwell

## D
- Kurt Daluege
- Willi Damm
- Ernst Danielsen
- Heinrich Dankelmann
- Ernst Dehner
- Kurt Deichen
- Krafft von Dellmensingen
- Heinrich Dietz
- Benignus Dippold

## E
- Josef Ebbert
- Richard Eckl
- Carl von Eicken
- Karl von Einem
- Otto Eltester
- Hermann Ehrhardt (1881-1971) (kapitan korvete)

## F
- Walter Falb
- Alexander von Falkenhausen
- Erich von Falkenhayn
- Wilhelm Fahrmbacher
- Hermann Fegelein
- Gustav Fehn
- Hans Feige
- Kurt Feldt
- Erich Fellgiebel
- Wolfgang Fischer
- Ferdinand Flury
- Wilfried Fölsch
- Hans Fontaine
- Heinrich August Fouqué
- Carl Franz
- Walter Fries
- Werner von Fritsch
- Friedrich Fromm
- Friedrich Full

## G
- Georg Wilhelm de Gennin
- Paul Genz
- (Odilo Globocnik)
- Gerhard Glokke
- Colmar von der Goltz (von der Goltz-paša)
- Walther Graeßner
- Karl von Grolman
- Hermann Grosse
- Alfred Grün
- Otto Grün
- Otto Grünewald
- Heinz Guderian
- Georg Gunderloch
- Ernst Günther
- Kurt Günther
- Karl Gutzeit

## H
- Hans von Haeften
- Werner von Haeften
- Walther Hahm
- Siegfried Hähnel
- Franz Halder
- Richard Hamann
- Siegfried Handloser
- Hermann von Hanneken
- Hans Hartleben
- Otto Hasse
- Max von Hausen
- Walther Haubenreißer
- Karl Haushofer
- Ernst Henneberg
- Werner Hennig
- Leopold Philip de Heister
- Eduard Hinze
- Walter Hoernlein
- Heinz Hoffmann
- Hans Holm
- Karl Holm
- Otto Hornemann

## I
- Johann Ludwig Hektor Graf von Isolani

## J
- Clemens Jaeckel
- Hans Jeschonnek
- Alfred Jodl
- Ferdinand Jodl

## K
- Johannes Käfer
- Ernst Kanter
- Friedrich Karmann
- Walter Keiner
- Bodewin Keitel
- Wilhelm Keitel
- Alfred Keller (general)
- Karl Kersting
- Heinz Kessler
- Mortimer von Kessel
- Werner Kienitz
- Walther Kittel
- Philipp Kleffel
- Alexander von Kluck
- Friedrich Koch
- Carl-Erik Koehler
- Johann Wilhelm von Krauseneck
- Walter Krüger
- Ludwig Kübler
- (Franz Kutschera)

## L
- Erich Lattmann
- Paul Leitner
- Paul von Lettow-Vorbeck
- August Otto Rühle von Lilienstern
- Alexander Löhr
- Johannes Lohse
- Otto Hermann von Lossow
- Walther Lucht
- Erich Ludendorff
- Werner Lueben
- Hinko von Lüttwitz
- Smilo von Lüttwitz
- Walther von Lüttwitz

## M
- August von Mackensen
- Eberhard von Mackensen
- Gerhard Matzky
- Albrecht Mertz von Quirnheim
- Horst von Metzsch
- Johann Mickl
- Erich Fritz Emil Mielke
- Helmuth Karl Bernhard von Moltke; tudi Helmuth von Moltke starejši (1800-1891), pruski generalfeldmaršal
- Helmuth Johann Ludwig von Moltke
- Vincenz Müller
- Karl von Müffling "Weiss"

## O
- Friedrich Olbricht
- Herbert Osterkamp
- Paul Otto

## P
- Waldemar Pabst
- Theodor Petsch
- Hans Petri
- Georg Pfeiffer
- Maximilian von Poseck
- Karl Ritter von Prager
- Albert Praun
- Max von Prittwitz
- Carl Püchler

## R
- Gustav von Rauch
- Otto-Ernst Remer (1912-1997)
- Karl von Reyher
- Julius Ringel
- (Erwin Rösener)

## S
- Liman von Sanders
- Gerhard von Scharnhorst
- Bronsart von Schellendorff
- Alfred von Schlieffen
- Eberhard von Schmettow
- Eugen Siegfried Erich Ritter von Schobert
- Fritz Schröder
- Hans von Seeckt
- Fritz Streletz (1926–2025)

## W
- Otto Walter
- Martin Weikert
- Wilhelm Wetzell
- Albrecht von Württemberg

## Z
- Eberhard Zorn